# Mimegralla albitarsis
Mimegralla albitarsis är en tvåvingeart som först beskrevs av Christian Rudolph Wilhelm Wiedemann 1819.  Mimegralla albitarsis ingår i släktet Mimegralla och familjen skridflugor. Inga underarter finns listade i Catalogue of Life.